# Kościół Nawiedzenia Najświętszej Maryi Panny „Taż-Żejt” w Għarb
Kościół Nawiedzenia Najświętszej Maryi Panny Taż-Żejt (malt. Il-Knisja tal-Viżitazzjoni taż-Żejt, ang. Church of the Visitation Taż-Żejt) – rzymskokatolicki kościół w Għarb na wyspie Gozo, Malta.

Kościół znany jest jako „mniejszy kościół” (ang. the lower church), „Tal-Virtu” lub „Taż-Żejt”. Ostatnia nazwa znaczy w języku maltańskim „od oleju”; wiąże się z tą nazwą lokalna legenda.

## Historia
Pierwsza wzmianka na temat kościoła w Għarb pochodzi z raportu wizytacyjnego Pietro Dusiny w 1575. Odnotował on, iż znalazł kościół Sancta Maria Virtutis w bardzo dobrym stanie. Niestety 24 maja 1657 kościół, jako znajdujący się w ruinie, został zdekonsekrowany przez biskupa Balaguera Caramasę. 17 czerwca 1663 biskup Caramasa wydał pozwolenie na odbudowę kościoła. Prace rozpoczęły się w 1675, a zakończono budowę w 1678.

Kościół pełnił funkcję parafialnego od 29 sierpnia 1679 tj. dnia erygowania przez biskupa Molinę parafii w Għarb, obejmującej zachodnią część Gozo, do 1725, kiedy funkcję tę przejął nowo wybudowany kościół w centrum miejscowości.

Podczas II wojny światowej, chociaż kościół znajdował się w dużej odległości od strategicznych celów na Malcie, dwukrotnie, 25 marca oraz 29 lipca 1942 został trafiony niemieckimi bombami lotniczymi. Kościół został uszkodzony, lecz najwięcej szkód naloty uczyniły na leżącym obok cmentarzu. Szkody zostały naprawione z rządowych funduszy.

## Architektura

### Wygląd zewnętrzny

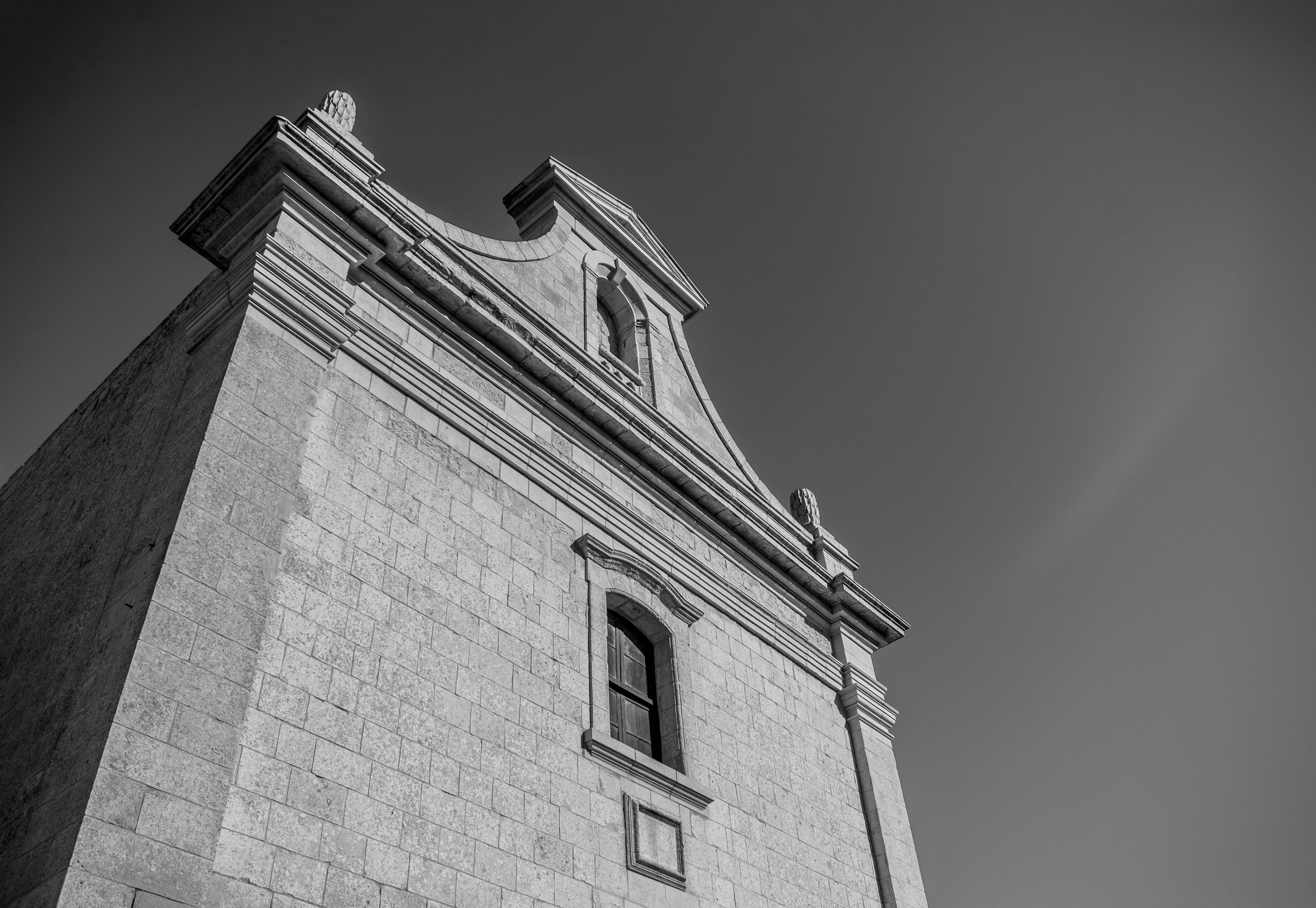
Górna część fasady kościoła „Taż-Żejt”

Fasada świątyni jest typowa dla tego rodzaju budynków w XVII wieku. Na rogach znajdują się dwa wysokie doryckie pilastry podpierające belkowanie rozpięte na całą szerokość ściany. Na gzymsie spływy wolutowe, zwieńczone centralnie trójkątnym frontonem z krzyżem na szczycie, dołem dochodzące do elementów architektonicznych w formie szyszki. Poniżej frontonu nisza lub zamurowany otwór, mogący w przeszłości być niewielką dzwonnicą łukową. Ponad centralnie usytuowanymi drzwiami, otoczonymi kamiennym profilem, półkolisty fronton. Powyżej tablica z inskrypcją, dziś już trudną do odczytania, informująca o wizycie biskupa D’Astirii w latach 70. XVII wieku. Ponad nią, poniżej gzymsu, prostokątne okno zakończone lekkim łukiem, otoczone prostą ramą.

Z tyłu kościoła, postawiona w obrysie budynku, kwadratowa dzwonnica z czterema arkadami, gzymsem biegnącym wokół ponad nimi, oraz kamiennymi piramidami zwieńczonymi kulami na każdym z rogów. Na szczycie figura św. Pawła. Na dzwonnicy dwa dzwony, z których większy został zainstalowany w lipcu 1902.

Kościół połączony jest obszernym placem z cmentarzem, na którym pochowany został m.in. Frenċ tal-Għarb.

Przed wejściem na teren kościelny stoi brama, architektonicznie zbliżona do fasady kościoła. Na tyłach kościoła niewielka kostnica w podobnym stylu.

### Wnętrze
Jak wiele świątyń budowanych w tym okresie, kościół Taż-Żejt przykryty jest sklepieniem beczkowym. W wejściu do prezbiterium dwa doryckie pilastry. W kościele znajdują się trzy ołtarze. Ponad ołtarzem głównym, w ramie z dwóch marmurowych jońskich pilastrów znajduje się obraz tytularny z 1651, nieznanego autora. Przedstawia Maryję oraz św. Elżbietę i św. Zachariasza. Achille Ferres określa go jako buona pittura. Odnowiony w 1874 przez Giovanniego Galluciego, który malował również kopułę katedry w Mdinie. Na bocznych ścianach prezbiterium wiszą naprzeciw siebie dwa obrazy z 1967 pędzla gozańczyka Pawlu Camilleri Cauchiego; ten po lewej stronie przedstawia św. Józefa i Maryję, po prawej zaś scenę Zwiastowania.

Dwa boczne ołtarze, umieszczone w płytkich niszach, poświęcone są św. Annie (matce Maryi) oraz św. Marii Magdalenie.

Piękny krucyfiks został wykonany przez Wistina Camilleriego w 1920, zaś Alfred Camilleri w 1966 wykonał stacje Via Sagra, które składają się z małych rzeźb grupowych. Ważnym zabytkiem jest również kamienna chrzcielnica z drewnianym przykryciem, przekazana kościołowi przez katedrę w Mdinie w 1728.

## Prace renowacyjne
Na przełomie 2012/2013 przeprowadzone zostały prace renowacyjne najbardziej zniszczonych elementów zespołu kościelnego. Inauguracja odnowionego kościoła miała miejsce 24 lutego 2013. Prace objęły usunięcie starego tynku i położenie nowego, wymianę zerodowanych kamieni i czyszczenie pozostałych. Wymienione zostały kamienne dekoracje na dzwonnicy, ponieważ większość była całkowicie zniszczona. Przywrócony także został do świetności wspaniały posąg św. Pawła, który stoi na szczycie dzwonnicy. Odnowiono też bramę wejściową i ścieżkę wraz z kamiennym ogrodzeniem. Koszt prac wyniósł prawie 640 000 euro, z czego 90% pokryte zostało z Europejskiego Funduszu Rolnego na rzecz Rozwoju Obszarów Wiejskich a pozostałe 10% z funduszy państwowych.

## Legenda
Legenda głosi, że żyła kiedyś biedna, bardzo pobożna kobieta, zarabiająca na życie tkaniem koronek. Była bardzo oddana Najświętszej Panience, przynosiła codziennie świeże kwiaty do tego kościoła. Nie mogła tylko kupić oleju do wiecznej lampki, gdyż nie było jej na to stać. Często prosiła Madonnę o pieniądze na zakup oleju. Pewnego dnia objawiła się jej Madonna i kazała wziąć ze sobą naczynie i pójść do kościoła. Tam kobieta zobaczyła, że spod kościoła wypływa strumień oleju. Napełniła naczynie i pomyślała, że jest tam wystarczająco oleju nie tylko do świecenia lampki przed Matką Bożą, ale do oświetlenia całego Gozo. Kiedy ludzie dowiedzieli się o tym wydarzeniu, schodzili się i każdy zabierał troche oleju na pamiątkę. Ale niektórzy zabierali olej z myślą o sprzedaży. I wtedy w nocy strumień się zapalił, i palił się tak, aż cały olej wysechł. Od tego czasu kościół jest znany jako taż-Żejt, co znaczy od oleju.    

## Świątynia dzisiaj
Kościół jest obecnie w bardzo dobrym stanie. Msze święte odprawiane są w soboty o 17:00 (w zimie o 16:00) i w niedziele o 9:00.

## Święto patronalne
Święto patronalne przypada 31 maja, obchodzone jest czwartą niedzielę tego miesiąca.

## Ochrona dziedzictwa kulturowego
Od 27 sierpnia 2012 budynek świątyni umieszczony jest na liście National Inventory of the Cultural Property of the Maltese Islands pod nr. 00980.